# زين الراشد المعظم شاه الثاني
بادوكا سري السلطان زين الراشد المعظم شاه الثاني بن السلطان أحمد تاج الدين مكرم شاه (4 سبتمبر 1857 – 22 سبتمبر 1881) كان السلطان الخامس والعشرون لسلطنة قدح. حكم من 1879 إلى 1881. كان ابن السلطان أحمد تاج الدين مكرم شاه. تزوج من تونكو مريم بنت تنكو ضياء الدين ولم ينجب سوى أميرة وحيدة هي تونكو عائشة.
تزوجت تونكو عائشة من سلطان لانجكات السلطان عبد العزيز عبد الجليل رحمت شاه.
تسمم وتوفي أثناء احتجازه في ليجور، ناخون سي ثمرات في 22 سبتمبر 1881 وخلفه أخوه السلطان عبد الحميد حليم شاه الأول.